# Viaduct van Tilleur
Het viaduct van Tilleur is een spoorwegviaduct in Tilleur, een deelgemeente van Saint-Nicolas. Het viaduct overspant een zijvallei van de Maas. Het viaduct is een deel van spoorlijn 36A en ligt net ten westen van de tunnel van Horloz.
Het viaduct is een vakwerkbrug uit metaal. Het ganse viaduct is 220 meter lang en heeft een hoogte van 22 meter.